# Městský dům čp. 100 (Vidnava)
Městský dům čp. 100 je řadový dům v Zahradní ulici v sousedství budovy čp. 54 a domu čp. 246 ve Vidnavě v okrese Jeseník. Byl zapsán do seznamu kulturních památek ČR před rokem 1988 a je součástí městské památkové zóny Vidnava.

## Historie
Významný urbanistický rozvoj města probíhal na přelomu 15. a 16. století; vyvrcholil v roce 1551 výstavbou renesanční radnice. Další vliv na renesanční přestavbu města měl požár v roce 1574. V období třicetileté války město v roce 1632 vyhořelo a znovu se obnovovalo. Další přestavby v podobě dolnoslezského baroka přišly po požáru části města v roce 1713. Rozvoj plátenictví znamenal rozvoj výstavby po skončení sedmileté války. V třicátých letech 19. století byla zbourána převážná část hradeb i obě městské brány. Podle mapy stabilního katastru lze zaznamenat růst města jehož vrcholem je rok 1850, kdy sídlem soudního okresu se stal Jeseník. Ve Vidnavě pak byly nejvýznamnějšími stavbami nová radnice (1867), gymnázium (1871), škola (1887) s kaplí (1898) a filiálním domem (1914) boromejek, kostel svatého Františka z Assisi (1897) nebo stavba železnice (1897). V období první republiky začala Vidnava upadat. V druhé polovině 20. století byla řada cenných měšťanských domů zbořena nebo zcela přestavěna. Na jejich místě byly postaveny panelové domy. V roce 1992 bylo po vyhlášení památkové zóny městské historické jádro konsolidováno.
Mezi domy památkové zóny patří řadový dům (původně volně stojící) v Zahradní ulici čp. 100, který byl postaven na hradební zdi městského opevnění. Na jižní straně je dochovaný nárožní pilíř městské brány. Původní nárožní dům z 18. století byl součástí brány. Postavený na starším středověkém jádře byl přestavěn 18. století a upraven do empírové podoby v roce 1866. Byl často přestavován. Kolem roku 1970 byla při opravě zjednodušena fasáda odstraněním ostění, datace ve štítu, osekání kordonové římsy a další. V roce 1998 byla provedena další oprava.

## Popis
Měšťanský dům je řadová jednopatrová jednoosá zděná stavba s nízkou sedlovou střechou. Průčelí hladce omítnuté s trojúhelníkovým štítem, ve kterém bylo datum přestavby 1866. Ve štítě jedno okno s půlkulatým záklenkem. Boční průčelí je hladké tříosé s pravoúhlým vchodem v přízemí. K jižnímu nároží domu je přistavěn zděný pilíř se sedlovou stříškou. Místnosti jsou plochostropé.